# Albert Caparrós Guzmán
Albert Caparrós Guzmán (nascut el 14 d'octubre de 1998), de vegades conegut com a a Capa, és un futbolista professional català que juga a l'AD Ceuta FC. Principalment de defensa central, també pot jugar de lateral dret.

## Carrera professional
Nascut a Terrassa, Barcelona, Catalunya, Caparrós va jugar com a juvenil a l'UFB Jàbac Terrassa. Va debutar com a sènior amb el Sant Cugat FC de Primera Catalana la temporada 2017-18, abans de fitxar per l'EC Granollers de Tercera Divisió el juny de 2018.
El 12 de juliol de 2019, Caparrós va fitxar per l'AE Prat de Segona Divisió B. Després de ser poc utilitzat, va fitxar pel UA Horta de quarta divisió el setembre de 2020, però va deixar el club el 15 de gener següent per unir-se al seu company de lliga, l'AD Ceuta FC.
El 12 de juliol de 2022, Caparrós va arribar a un acord amb el CP Cacereño de Segona Federació. El 10 de gener següent, però, va tornar a Ceuta, amb el club ara a Primera Federació.
Caparrós continuaria jugant amb els Caballas els anys següents, convertint-se en capità de l'equip i participant en 17 partits durant la campanya 2024-25, quan el club va aconseguir l'ascens a Segona Divisió. El juliol de 2025, el seu contracte es va renovar automàticament per un any més, després d'arribar a una clàusula per un nombre mínim d'aparicions.